# Haute saison (série télévisée)
Production
Diffusion
Haute saison est une série française réalisée par Clément Michel d'après un scénario d'Alexandra Echkenazi et Thomas Perrier, diffusée en Suisse à partir du 18 février 2025 sur RTS 1 et en France à partir du 21 février 2025 sur France 2.
Cette comédie policière est une coproduction de Summertime et France Télévisions pour France 2.

## Synopsis
À Biarritz, tandis que la saison bat son plein, des renforts policiers arrivent de toute la France. Parmi eux, Alex, un flic parisien qui a choisi cette affectation estivale. Jovial et toujours partant pour une virée à la plage, il donne l'impression d'être plus attiré par le farniente que par les enquêtes. Mais derrière son côté bon vivant, roi du karaoké et de la piste de danse, se cache une raison bien précise à sa présence.
Aux côtés d'une équipe fraîchement constituée d'agents venus de divers horizons, il se retrouve plongé dans une affaire de locations saisonnières frauduleuses qui a viré au crime. Entre les baignades, les apéros et une enquête pleine de rebondissements, la brigade estivale va devoir jongler entre ambiance festive et tensions criminelles.

## Fiche technique
Sauf indication contraire, les informations mentionnées dans cette section peuvent être confirmées par la base de données cinématographiques Allociné,  présente dans la section « Liens externes ».
- Titre français : Haute saison
- Réalisation : Clément Michel[1],[2],[3]
- Scénario : Alexandra Echkenazi et Thomas Perrier[2]
- Musique : Audrey Ismaël et Olivier Coursier
- Décors : Christophe Thiollier
- Costumes : Corine Moreau
- Photographie : Boris Abaza
- Son : Utku Insel
- Montage : Bénédicte Delguste
- Maquillage : Valérie Beauregard
- Production : Priscilla Siney, Antoine Gandaubert et Fabrice Goldstein
- Société de production : Summertime et France Télévisions[1],[3]
- Société de diffusion : France Télévisions[1],[2],[3]
- Pays de production :  France
- Langue originale : français
- Format : couleur
- Genre : Comédie policière[4]
- Durée : 6x90 minutes
- Dates de première diffusion : 
  - Suisse : 18 février 2025 sur RTS 1
  - France : 21 février 2025 sur France 2[5]

## Distribution
- Vinnie Dargaud : Alex Cerutti, capitaine de la PJ de Paris et ancien animateur de club de vacances[5]
- Joséphine Draï : Lisa, une CRS de Nice
- Jean-François Cayrey : Pascal, lieutenant de police de Lille
- Cécile Rebboah : commissaire Véronique Echeberria, de Biarritz
- Paul Scarfoglio : Timothé, jeune policier de la brigade informatique de Toulouse
- Lily Nambininsoa : Mélusine, dite Mélu, gardienne de la paix à vélo originaire de l'Oise
- Nicolas Lumbreras : Gino, le marchand de glaces
- Lohi Coffinot : Jules
- Julie Brunie Tajan : Brigitte
- Antoine Gouremelon : Raf
- Lou Proust : Manon

## Production

### Genèse et développement
Cette comédie policière est une coproduction de Summertime et France Télévisions pour France 2, réalisée avec la participation de la Radio télévision suisse (RTS) et de TV5 Monde et le soutien du Centre national du cinéma et de l'image animée,,,.
Le scénario est de la main d'Alexandra Echkenazi et Thomas Perrier, et la réalisation est assurée par Clément Michel,,,.
La production est assurée par Summertime,.

### Attribution des rôles
Le rôle principal échoit à l'acteur Vinnie Dargaud, connu pour son rôle dans la série Scènes de ménages.
Quand le magazine Télé-Loisirs lui fait remarquer que la fiction se conclut sur une fin ouverte et lui demande s'il pourrait  reprendre ce rôle de façon récurrente, Vinnie Dargaud répond : « Bien sûr ! C'est un tel privilège de jouer le premier rôle d'une série, d'une fiction, d'une collection ou d'un projet sur une chaîne comme France 2. Honnêtement, ce serait formidable de pouvoir continuer. Tout le monde est sur les starting-blocks, en vérité ! Tout le monde en a envie. Et on y croit. Que ce soit Anne Holmes, la directrice des programmes et de la fiction française de France Télévisions, la chaîne ou tous mes camarades de jeu, on est tous très enthousiastes et prêts à continuer. On attend juste le feu vert du public, si les audiences sont là, si ça prend, on va tous se lancer dans ce projet avec la fleur de fusil. ».

### Tournage
Le tournage du pilote se déroule du 25 septembre au 18 octobre 2024 à Biarritz et ses alentours,,.
Le tournage des 6 autres épisodes commence en mai 2025.

## Épisodes
| Saison   |   | Titres | date FR    | Téléspectateurs |
| -------- | - | ------ | ---------- | --------------- |
|          |   | Pilote | 21/02/2025 | 3.8 millions    |
| Saison 1 | 1 |        |            |                 |
| Saison 1 | 2 |        |            |                 |
| Saison 1 | 3 |        |            |                 |
| Saison 1 | 4 |        |            |                 |
| Saison 1 | 5 |        |            |                 |
| Saison 1 | 6 |        |            |                 |

## Accueil critique
Le magazine Télé-Loisirs estime que « malgré quelques clichés et un humour potache un peu désarçonnants au début, le ton est donné et l'ensemble fonctionne. La mayonnaise prend gentiment mais sûrement ! Tant mieux parce que la fin de cet épisode laisse à penser que l'on reverra ces pieds nickelés à l'œuvre ».